# معركة درعا (1918)
معركة درعا وقعت عام 1918 في درعا، سوريا، أثناء الثورة العربية الكبرى في الحرب العالمية الأولى.

## الخلفية
تقدم الجيش العربي الشمالي بقاعدة عملياته من القويرة إلى الأزرق للتحضير للهجوم على مدينة درعا. وعُقد اجتماع في أبو اللسن، بقيادة الأمير فيصل مع ضباط عرب وبريطانيين، للتخطيط لتقسيم القوات المهاجمة إلى مجموعتين رئيسيتين. المجموعة الأولى، بقيادة الأمير زيد بن الحسين وجعفر العسكري، كانت متمركزة في أبو اللسن وخربة السمرا. وكانت مهمتها مهاجمة القوات العثمانية في معان وعلى طول قسم سكة حديد الحجاز الممتد إلى عمان، مع إرسال رتل إلى مادبا. المجموعة الثانية، التي تتألف من قوات نظامية وغير نظامية بقيادة الشريف ناصر، وعودة أبو تايه، ونوري السعيد، ونوري الشعلان، إلى جانب وحدة طبية ميدانية عربية، ركزت على مهاجمة أقسام سكة حديد الحجاز شمال الأزرق. وفي الوقت نفسه، كلف الأمير فيصل الشريف ناصر ونسيب البكري بتجنيد القبائل العربية في وادي السرحان وحوران وجبل الدروز لتعزيز قواته.

## المعركة
بدأت العمليات حول درعا في 13 سبتمبر 1918. وعلى مدار اليومين التاليين، نجحت القوات العربية في تدمير أقسام من السكك الحديدية في جابر ونصيب. وفي 16 سبتمبر، هاجمت قوات بقيادة توماس إدوارد لورنس والسعيد تقاطع السكك الحديدية في درعا لتعطيل خطوط الاتصالات العثمانية وتشتيت انتباه مقر يلدريم. كانت قوات لورنس الأولية تتألف من وحدات من فيلق الهجانة، ومدافع رشاشة مع جنود جوركا، وسيارات مدرعة بريطانية وأسترالية، ومدفعية جبلية فرنسية. وانضم إليهم ما يصل إلى 3000 من رجال قبيلتي الرولة والحويطات تحت قيادة زعماء مشهورين مثل أبو تايه والشعلان. وفي الوقت نفسه، أرسل العثمانيون تعزيزات من العفولة للدفاع عن درعا.
في 17 سبتمبر، هاجمت قوة نظامية بقيادة السعيد، بدعم من قوات غير نظامية ومتطوعين من الحجاز وحوران، تل عرار شمال درعا على الرغم من مواجهة الغارات الجوية الألمانية. قاد السعيد لاحقًا قوة من 350 مقاتلاً، وانضم إليهم بدو بقيادة الشريف ناصر وسرية من راكبي الجمال، إلى جانب مدفعين جبليين فرنسيين، لمهاجمة مزيريب. نجحوا في تخريب قسم بطول 3 كيلومترات من السكك الحديدية، وقطع اتصال درعا بفلسطين ودمشق. ومع ذلك، فشلوا في تدمير المحطة في تل شهاب بسبب وصول القوات الألمانية العثمانية لتأمين درعا ومحيطها. بناءً على إلحاح لورنس، بدأت الطائرات البريطانية في العمل من مدارج هبوط مؤقتة في أم السرب بدءًا من 22 سبتمبر. أسقطت ثلاث طائرات مقاتلة من طراز بريستول إف 2 فايتر عدة طائرات عثمانية. نقلت هاندلي بيج تايب أو البنزين والذخيرة وقطع الغيار للمقاتلات وطائرتين من طراز إيركو دي إتش 9. كما قصفت مطار درعا في وقت مبكر من يوم 23 سبتمبر والمفرق القريبة في الليلة التالية.
بقيت القوات العربية في المنطقة حتى 24 سبتمبر، وانخرطت في مناوشات ليلية على القطارات والجسور، مما أجبر العثمانيين على المزيد من التراجع. في 27 سبتمبر، سارت قوة عربية شمالاً من النعيمة وحررت إزرع وخربة غزالة والشيخ مسكين والشيخ سعد وتل عرار، بمساعدة قرويين محليين من حوران. في وقت لاحق من ذلك اليوم، انسحبت القوات العثمانية من درعا، وكان الشريف ناصر أول من دخل المدينة.

## العواقب
في اليوم الذي تحررت فيه درعا، ارتكبت القوات التركية المنسحبة مجزرة طفس، مما أسفر عن مقتل أكثر من 250 مدنيًا في محاولة لإحباط معنويات العدو. في الأول من أكتوبر 1918، قوات الحلفاء استولت على دمشق.